# Хонгурей
Хонгуре́й — посёлок в Заполярном районе Ненецкого автономного округа Российской Федерации. Входит в состав Пустозерского сельсовета.

## Происхождение названия
Название посёлка в переводе с ненецкого языка — нагромождение, место, где растёт много берез. (Слово «хо» обозначает «береза», а «нгурей» — «нагромождение»).

## География
Посёлок расположен на левом берегу реки Печора в 52 км выше по реке от Нарьян-Мара и в 10 км выше по реке от Оксино. Ближайший населённый пункт — деревня Каменка — находится в 8 км.

## История
Посёлок основан в 1939 году.

## Население
| 2002 | 2010 |
| ---- | ---- |
| 337  | ↘230 |

## Экономика
Основные занятия населения — рыболовство и оленеводство. Центральная база оленеводческого колхоза «Няръяна ты» («Красный олень»).

## Инфраструктура
Дом культуры, ФАП, начальная школа-детский сад, магазины, электростанция.

## Транспорт
В период навигации на реке Печоре выполняются ежедневные рейсы на теплоходе по маршруту Нарьян-Мар — Великовисочное — Лабожское, и Нарьян-Мар — Каменка.
Регулярные авиарейсы один раз в неделю из Нарьян-Мара на вертолёте Ми-8 в зимний период. Грузы доставляются по реке Печора в период навигации из городов Печора и Нарьян-Мар, а также гусеничным транспортом зимой из Нарьян-Мара.

## Радио
- 102,0 Радио России/Нарьян-Мар FM (из Каменки).

## Телевидение
- Первый мультиплекс[5]
- Второй мультиплекс

## Сотовая связь
Оператор сотовой связи стандарта GSM: МТС (в зоне покрытия).